# Pictures at an Exhibition
A Pictures at an Exhibition (Egy kiállítás képei) a brit Emerson, Lake & Palmer koncertalbuma, amelyet először 1971 novemberében, majd 2001-ben újrakeverve adtak ki. A zene Muszorgszkij Egy kiállítás képei című klasszikus darabjának progresszív rock-átirata. Szerepel az 1001 lemez, amit hallanod kell, mielőtt meghalsz című könyvben.

## A borító

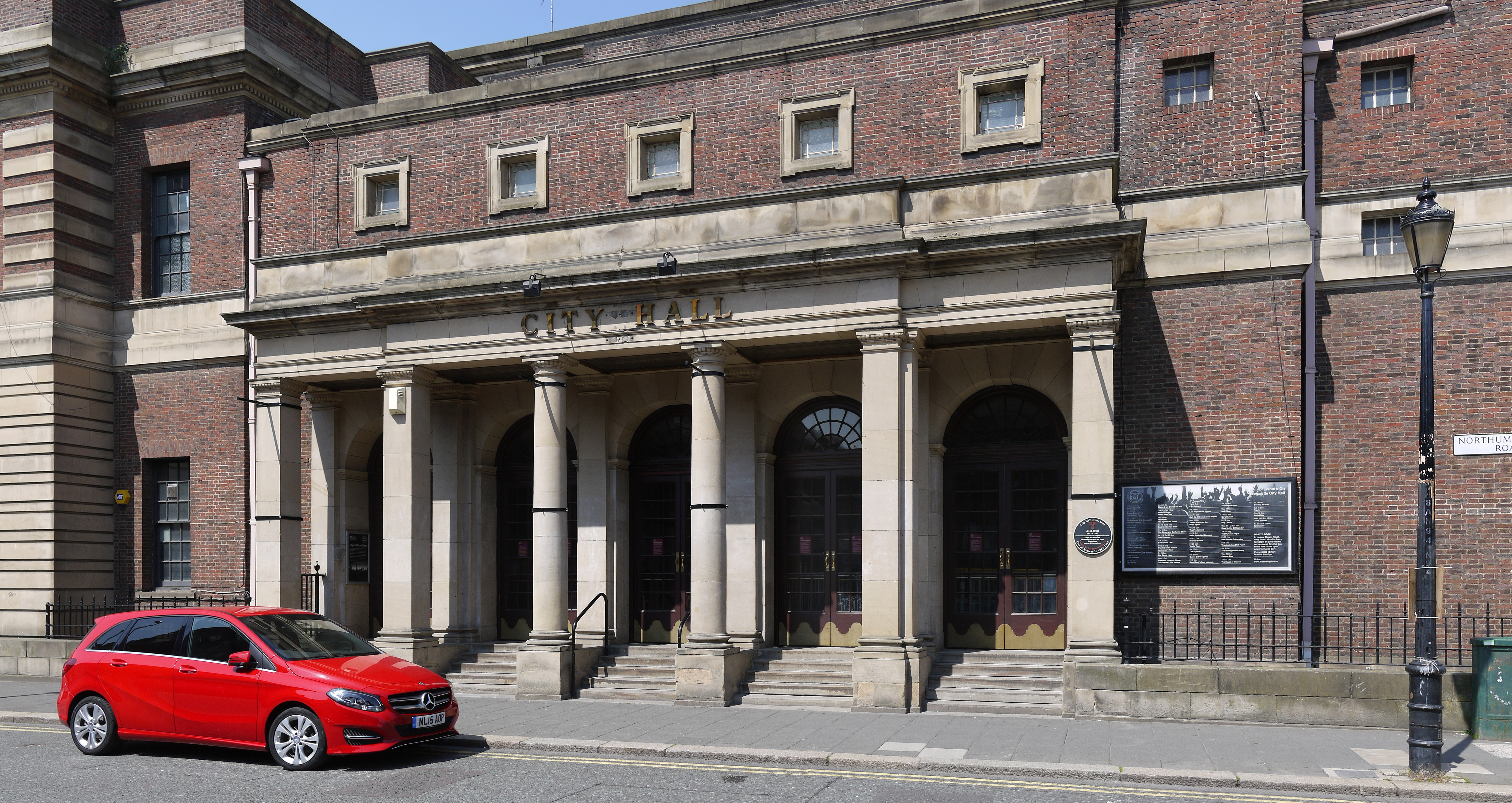
A Newcastle City Hall, az élő felvétel helyszíne

Az eredeti albumborító William Neal alkotása, amelynek a külső oldalon üres keretek láthatók, az albumon szereplő számok címével (pl. The Great Gates of Kiev, The Curse of Baba Yaga, The Gnome). A belső borítón a képek is benne vannak a keretekben, a Promenade című vászon kivételével, ami üresen marad. A többi kép nagy méretű olajfestmény, amelyekben felfedezhetők az Emerson Lake and Palmer gyakori szimbólumai, mint például a fehér galamb dombornyomott képe a Promenade című keretben. Ezeket a képeket később a Hammersmith Town Hallban állították ki.

## Az album dalai
|     | Cím                             | Szerző(k)                            | Hossz |
| --- | ------------------------------- | ------------------------------------ | ----- |
| 1.  | Promenade                       | Greg Lake, Muszorgszkij, Carl Palmer | 1:57  |
| 2.  | The Gnome                       | Muszorgszkij, Palmer                 | 4:16  |
| 3.  | Promenade                       | Muszorgszkij                         | 1:23  |
| 4.  | The Sage                        | Lake                                 | 4:41  |
| 5.  | The Old Castle                  | Keith Emerson, Muszorgszkij          | 2:31  |
| 6.  | Blues Variation                 | Emerson, Lake, Palmer                | 4:15  |
| 7.  | Promenade                       | Muszorgszkij                         | 1:27  |
| 8.  | The Hut of Baba Yaga            | Muszorgszkij                         | 1:12  |
| 9.  | The Curse of Baba Yaga          | Emerson, Lake, Palmer                | 4:09  |
| 10. | The Hut of Baba Yaga            | Muszorgszkij                         | 1:05  |
| 11. | The Great Gates of Kiev/The End | Lake, Muszorgszkij                   | 6:36  |
| 12. | Nutrocker                       | Kim Fowley, Csajkovszkij             | 4:26  |

## Közreműködők
- Keith Emerson – orgona, Hammond C3 és L100 elektromos orgona, Moog Modular szintetizátor, Ribbon vezérlő, Clavinet
- Greg Lake – basszusgitár, akusztikus gitár, vokál
- Carl Palmer – ütőhangszerek, dob

### Produkció
- Producer: Greg Lake
- Hangmérnök: Eddie Offord
- Újrakeverés: Joseph M. Palmaccio
- Rendezők: Keith Emerson, Greg Lake
- Borító tervezés: William Neal
- Borítófestmény: William Neal
- Fotók: Nigel Marlow, Keith Morris
- Szöveg: Greg Lake, Richard Fraser

## Fordítás
- Ez a szócikk részben vagy egészben  a   Pictures at an Exhibition (album) című angol Wikipédia-szócikk fordításán alapul.  Az eredeti cikk szerkesztőit annak laptörténete sorolja fel. Ez a jelzés csupán a megfogalmazás eredetét és a szerzői jogokat jelzi, nem szolgál a cikkben szereplő információk forrásmegjelöléseként.